# フェルナンド・ロドニー
フェルナンド・ロドニー（Fernando Rodney, 1977年3月18日 - ）は、ドミニカ共和国サマナ州サマナ出身のプロ野球選手（投手）。右投右打。カナダのセミプロリーグであるインターカウンティ・ベースボールリーグのハミルトン・カージナルス所属。
愛称はベンジャミン。同じく元プロ野球選手のアルフレッド・フィガロは従兄弟である。

## 経歴

### プロ入りとタイガース時代

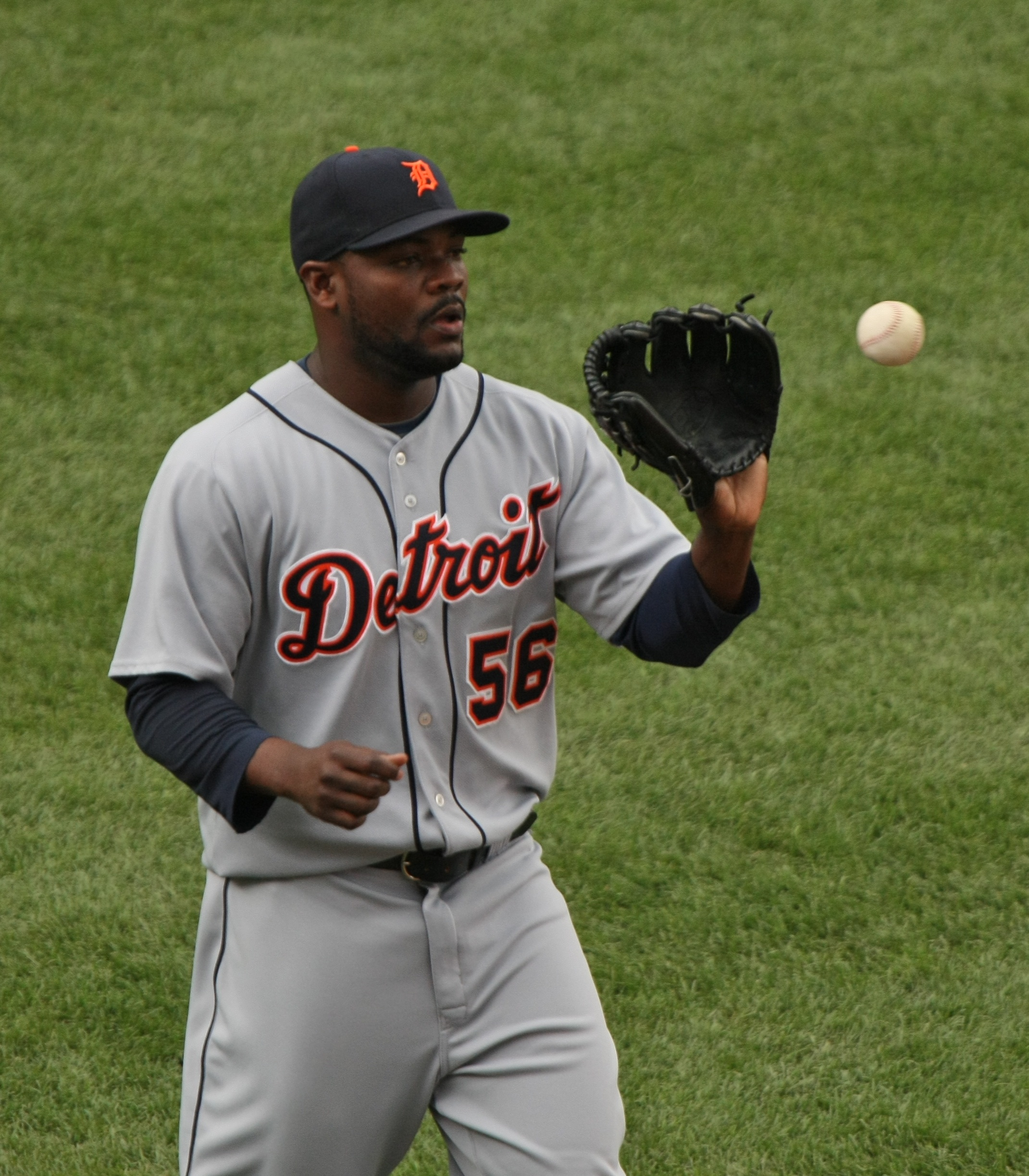
デトロイト・タイガース時代
（2009年5月31日）

1997年11月1日にアマチュアFA選手としてデトロイト・タイガースと契約を結んだ。
2002年5月4日のミネソタ・ツインズ戦でメジャーデビューを果たす。
2003年にトミー・ジョン手術を行い、その影響で2004年は全休した。
2005年も術後の影響でリハビリを続けたが、6月4日にAAA級トレド・マッドヘンズで戦列復帰。間もなくカイル・ファーンズワースがトレードでアトランタ・ブレーブスへ放出されたことに伴い、昇格を果たす。この年は39試合に登板、トロイ・パーシバルが故障離脱したこともあり9セーブをあげクローザーとしての役割を担った。
2006年はシーズン開幕前の3月に開催された第1回ワールド・ベースボール・クラシック（WBC）のドミニカ共和国代表に選出された。シーズンでは2005年オフにクローザーとしてトッド・ジョーンズと契約したため、ジョエル・ズマヤと共にセットアップマンとして起用された。
2007年は6月途中までに1勝5敗、防御率5.68と不振を極め、結局6月20日に右肩痛で故障者リスト入りする。8月5日に復帰して以降は12イニング連続無失点と復活の兆しを見せたが、9月には月間防御率6点台と再び不振に陥った。
2008年は肩の故障から開幕は故障者リストからスタートした。6月中旬にメジャーに復帰すると、7月27日に不調のトッド・ジョーンズに代わり新しい抑え投手となった。
2009年、タイガースは複数年契約を求めたが、ロドニーはこの申し出を拒否し、年俸調停を申請。11月5日にノンテンダーFAとなった。

### エンゼルス時代
2009年12月24日にロサンゼルス・エンゼルス・オブ・アナハイムと1100万ドルで2年契約を結んだ。

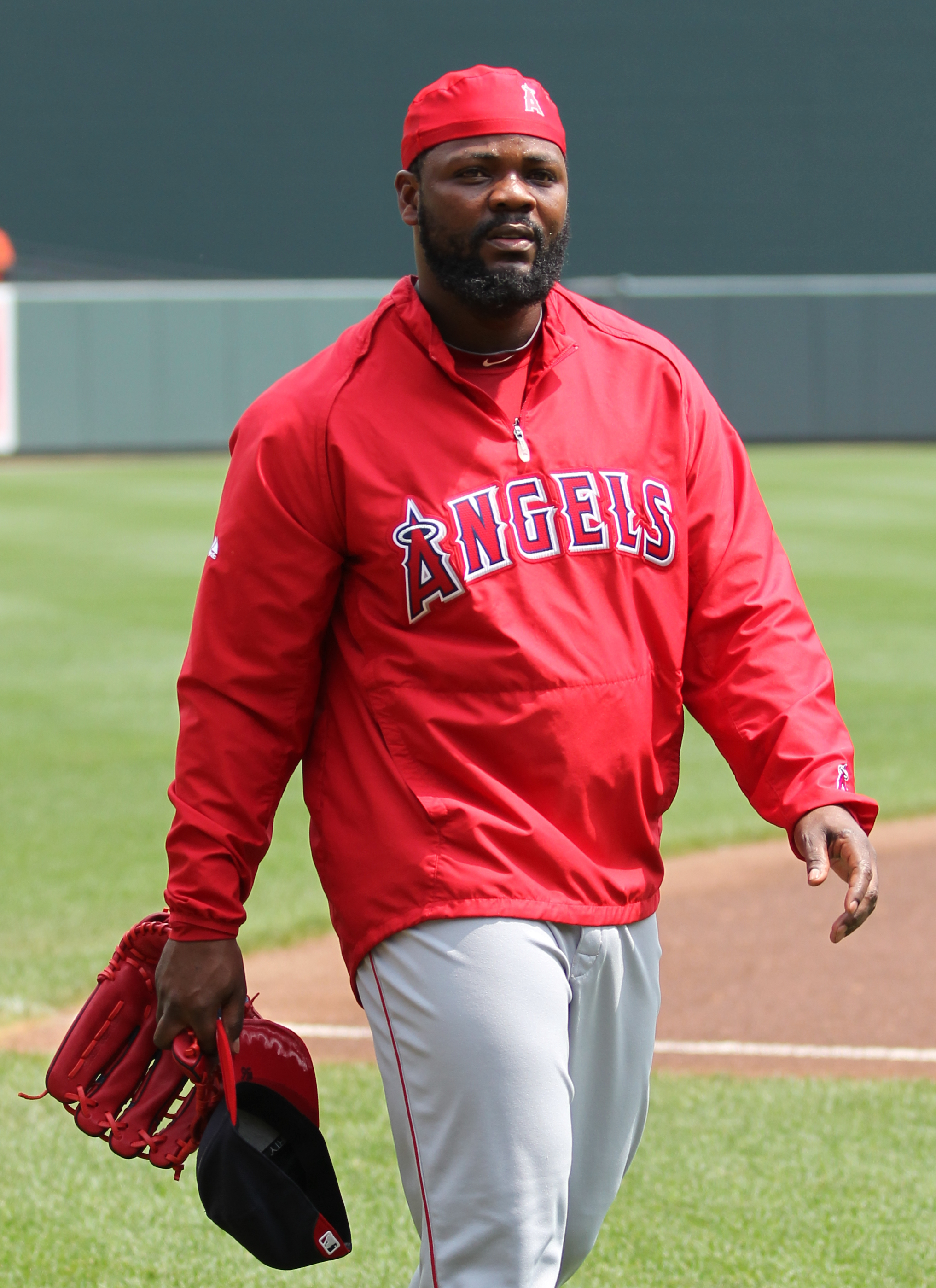
ロサンゼルス・エンゼルス時代
（2011年7月24日）

2010年はセットアッパーとしてつとめていたが、シーズン途中でブライアン・フエンテスがツインズに移籍したため、クローザーを任された。
2011年はジョーダン・ウォルデンにクローザーを譲り、セットアッパーに回った。10月30日にノンテンダーFAとなった。

### レイズ時代

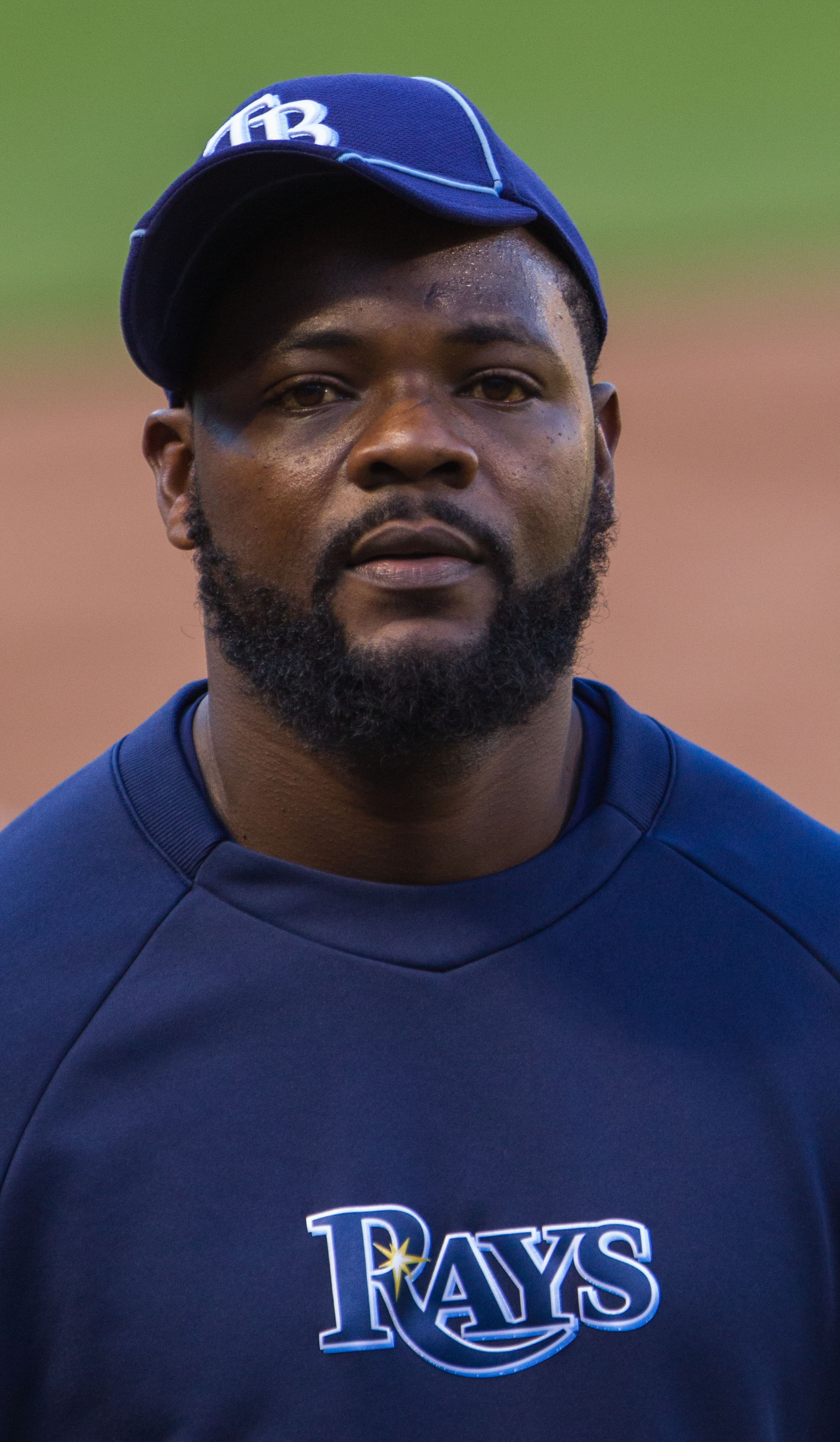
タンパベイ・レイズ時代
（2012年5月11日）

2012年1月4日にタンパベイ・レイズと1年総額175万ドル（約1億3000万円）で契約。与四球が大幅に減少し、それまでの4年間1.5前後だったWHIPがほぼ半分になり、4点台だった防御率が0点台と投球内容が大幅に改善。クローザーとして最終的に48セーブを記録した。また、初めてオールスターゲームにも選出され、1回を無安打に抑えた。10月19日に最優秀救援賞とカムバック賞を受賞した。
2013年はシーズン開幕前の3月に開催された第3回WBCのドミニカ共和国代表に選出され、2大会ぶり2度目の選出を果たした。同大会では抑えとして大会最多の8試合に登板し、全てを無失点に抑え、大会最多7セーブを記録する。ドミニカ共和国の大会史上初全勝優勝に貢献した。また、投手として今大会のベストナインにも選出された。オフの10月31日にFAとなった。

### マリナーズ時代

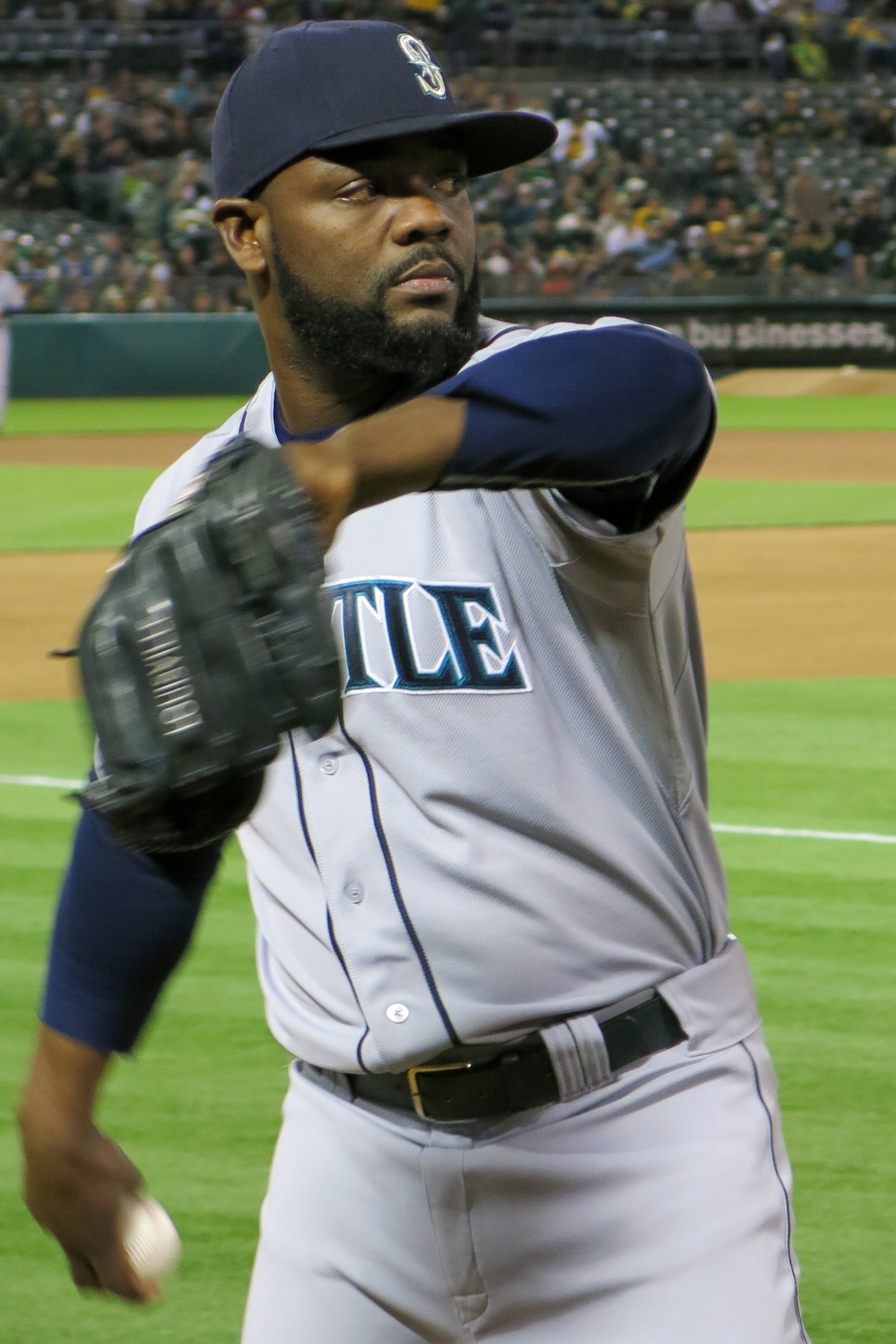
シアトル・マリナーズ時代
（2014年5月5日）

2014年2月6日にシアトル・マリナーズと総額1400万ドルの2年契約に合意したことが報道され、13日に球団が発表した。開幕からクローザーを任され、自身初めて最多セーブのタイトルを獲得した。
2015年は54試合で5勝5敗16セーブ、防御率5.68と不安定で、8月22日にDFAとなった。

### カブス時代
2015年8月27日にウェイバー公示を経てシカゴ・カブスに金銭トレードされた。オフの11月2日にFAとなった。

### パドレス時代

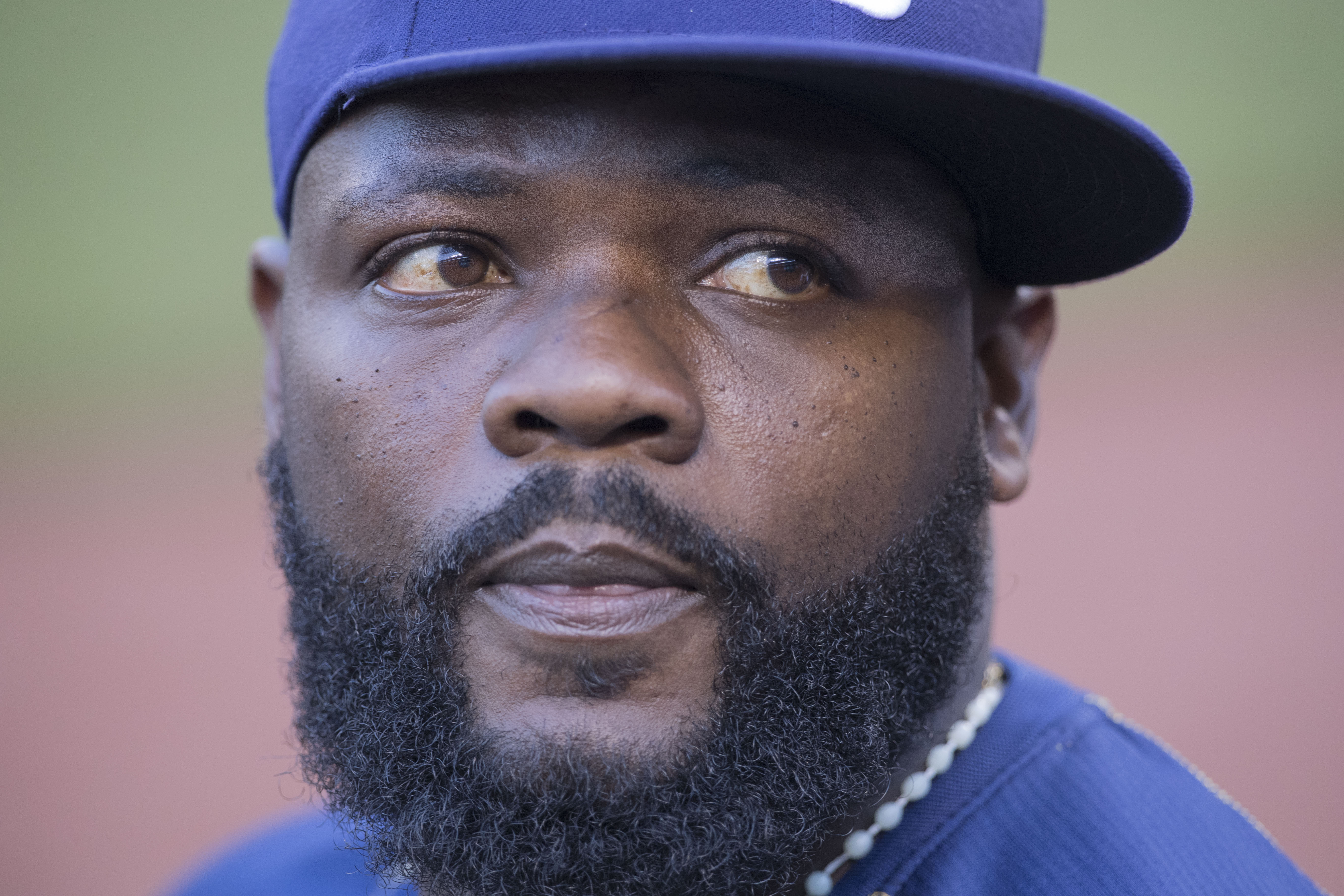
サンディエゴ・パドレス時代
（2016年6月22日）

2016年2月4日にサンディエゴ・パドレスと1年総額160万ドル（2017年は200万ドルの球団オプション付）の契約を結んだ。パドレスでは28試合に登板して0勝1敗17セーブ、防御率0.31の成績を記録した。

### マーリンズ時代

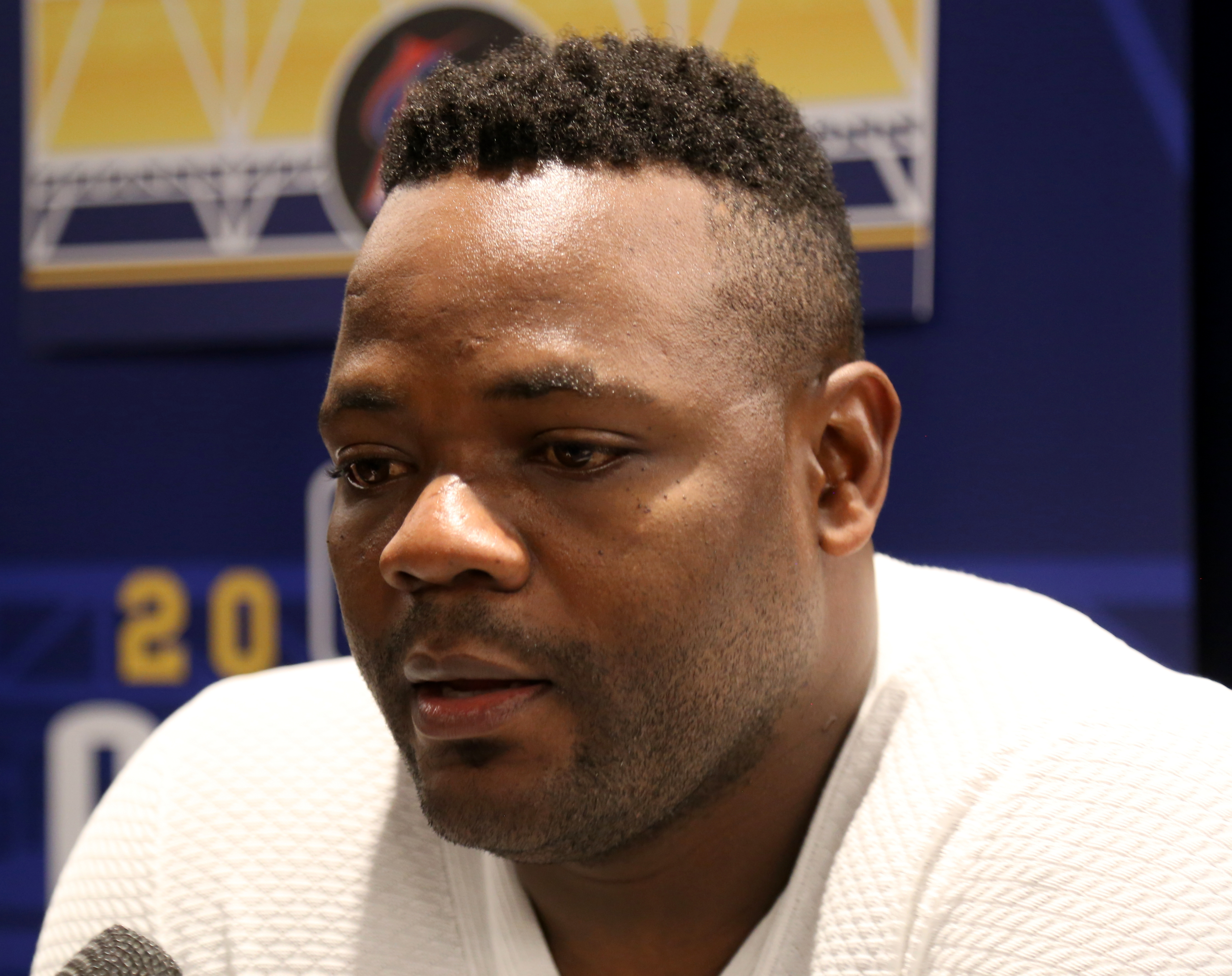
マイアミ・マーリンズ時代
（2016年7月11日）

2016年6月30日にクリス・パダックとのトレードで、マイアミ・マーリンズへ移籍した。11月3日にFAとなった。

### ダイヤモンドバックス時代
2016年12月9日にアリゾナ・ダイヤモンドバックスと1年総額275万ドルで契約を結んだ。
2017年はシーズン開幕前の2月8日に第4回WBCのドミニカ共和国代表に選出され、2大会連続3度目の選出を果たした。同大会では3試合に登板し、1失点（防御率2.70）、4奪三振と好投した。
シーズンでは4月に10イニングで15失点を喫したが、5月および6月で防御率0.00を記録するなど徐々に調子を上げ、9月23日のマーリンズ戦で通算300セーブを達成した。オフの11月2日にFAとなった。

### ツインズ時代

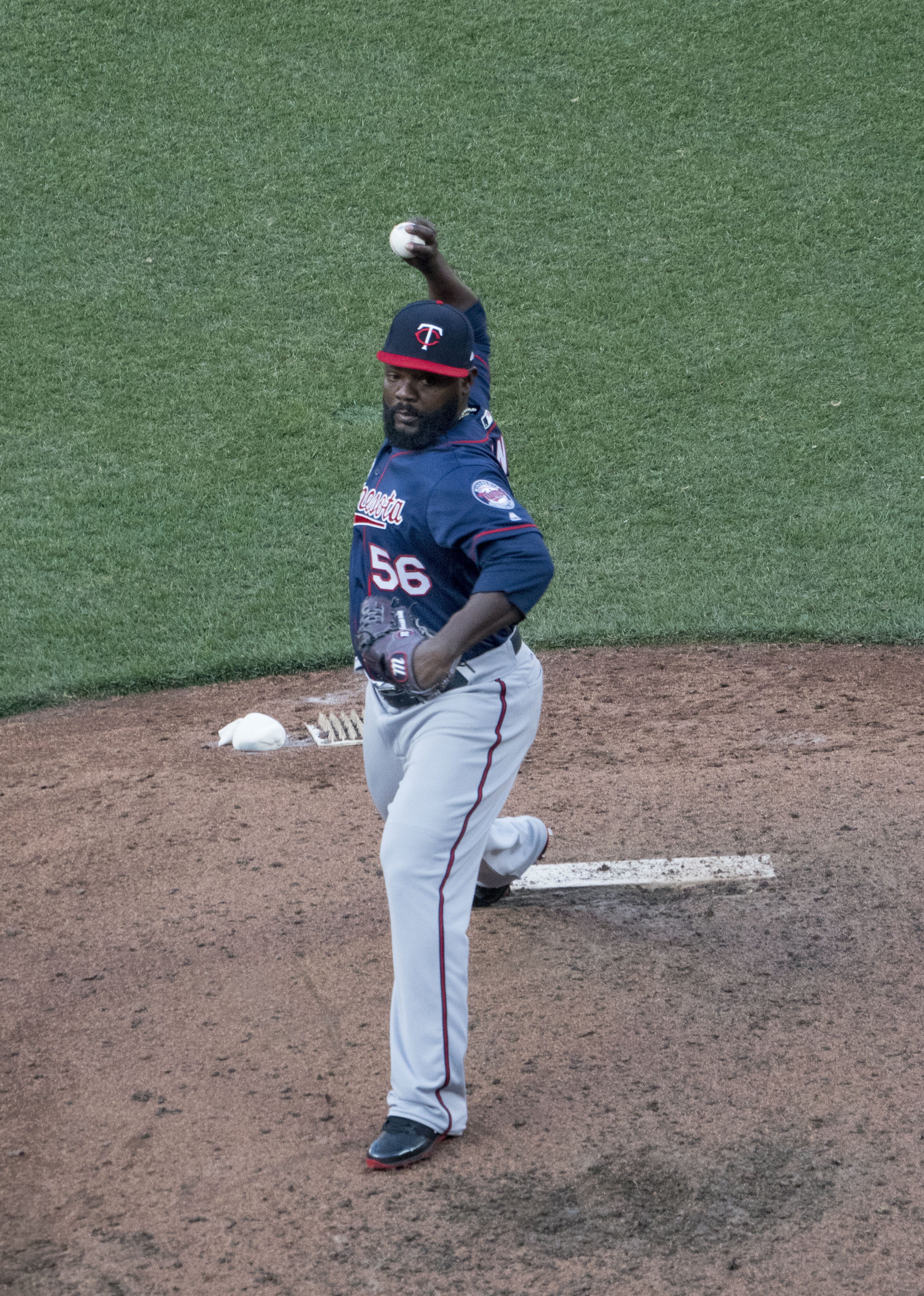
ミネソタ・ツインズ時代
（2018年3月29日）

2017年12月15日にツインズと1年総額450万ドル（球団側オプション付）で契約を結んだ。2018年は移籍までに46試合に登板し、3勝2敗25セーブ、防御率3.09であった。また、ツインズ在籍中の2018年7月18日にミズーリ州カンザスシティでアメリカ合衆国籍を取得した。

### アスレチックス時代
2018年8月9日にダコタ・チャルマーズとのトレードで、オークランド・アスレチックスへ移籍した。移籍後はセットアッパーとして22試合に登板し、防御率3.92であった。
2019年は日本開催の開幕戦にも出場したが、17試合に登板して防御率9.47と結果を残せず、5月25日にDFAとなり、28日にFAとなった。

### ナショナルズ時代
2019年6月1日にワシントン・ナショナルズとマイナー契約で合意した。6月25日にメジャー契約を結んでアクティブ・ロースター入りした。イチローが引退したことで、現役最年長選手となった。移籍後は中継ぎとして38試合に登板し、0勝3敗、防御率4.05だった。ポストシーズンでは5登板連続で無失点に抑えていたが、ワールドシリーズ第4戦では満塁本塁打を浴びた。なお、このポストシーズンで史上4人目の両リーグでポストシーズンの全ラウンドに出場した選手になり、初の優勝も経験した。オフの10月31日にFAとなった。

### ナショナルズ退団後
2020年7月18日に独立リーグ・アトランティックリーグのシュガーランド・スキーターズと契約。7月31日にヒューストン・アストロズとマイナー契約を結んだ。9月2日にFAとなった。
2021年3月17日にリーガ・メヒカーナ・デ・ベイスボルのティフアナ・ブルズと契約。2021年は28試合に登板して3勝0敗16セーブ、防御率1.80、2022年は39試合に登板して6勝1敗22セーブ、防御率3.00と、チームの守護神として結果を残した。
2022年12月29日にメキシコシティ・レッドデビルズに入団した。
2023年5月7日にメキシコシティ・レッドデビルズを自由契約となった。5月12日に同リーグのユカタン・ライオンズと契約。7月4日に自由契約となった。
2024年はベネズエラの夏季リーグであるリーガ・マヨール・デ・ベイスボル・プロフェシオナルのサマネス・デ・アラグアと、母国ドミニカの夏季リーグでプレーした。
2024年12月28日にカナダのセミプロリーグであるインターカウンティ・ベースボールリーグのハミルトン・カージナルスと契約を結んだ。

## 選手としての特徴

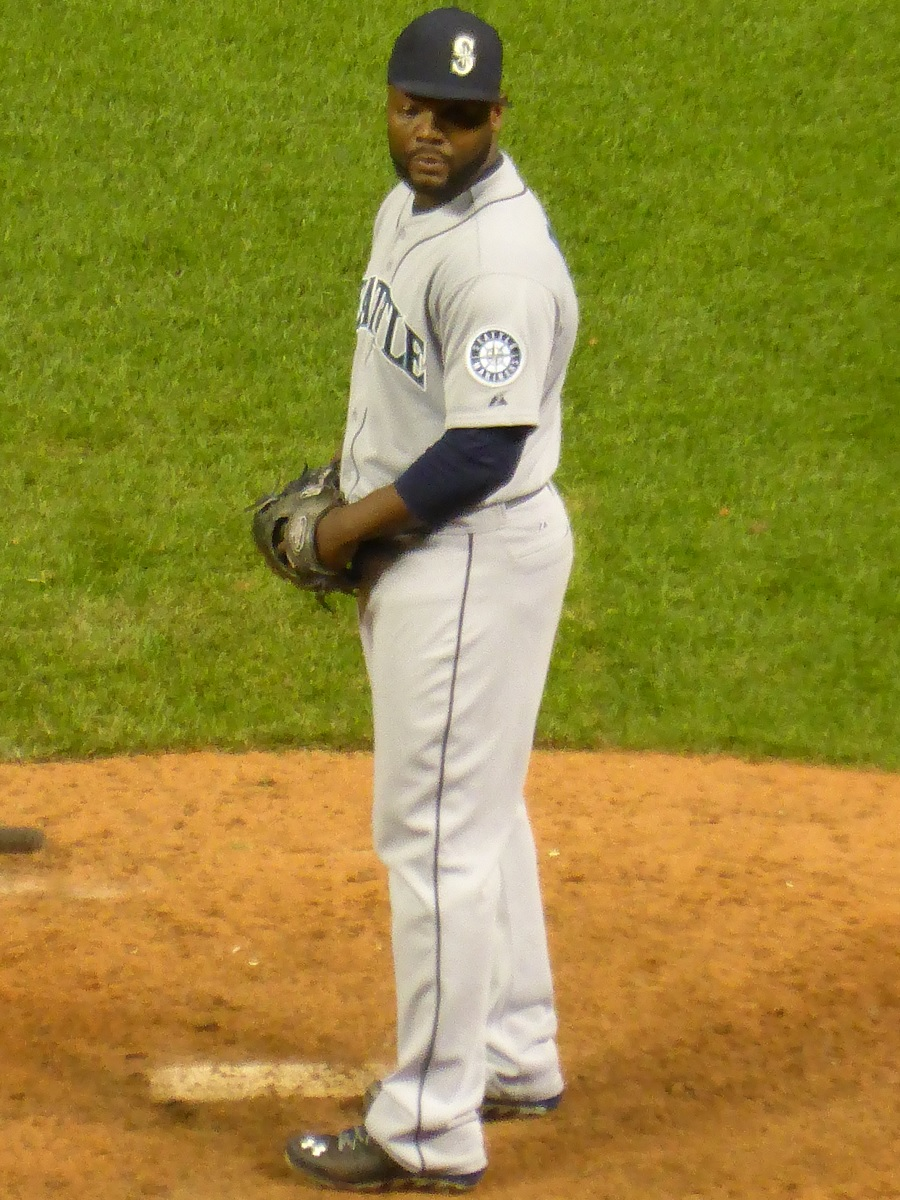
ロドニーのセットポジション
（2014年7月29日）

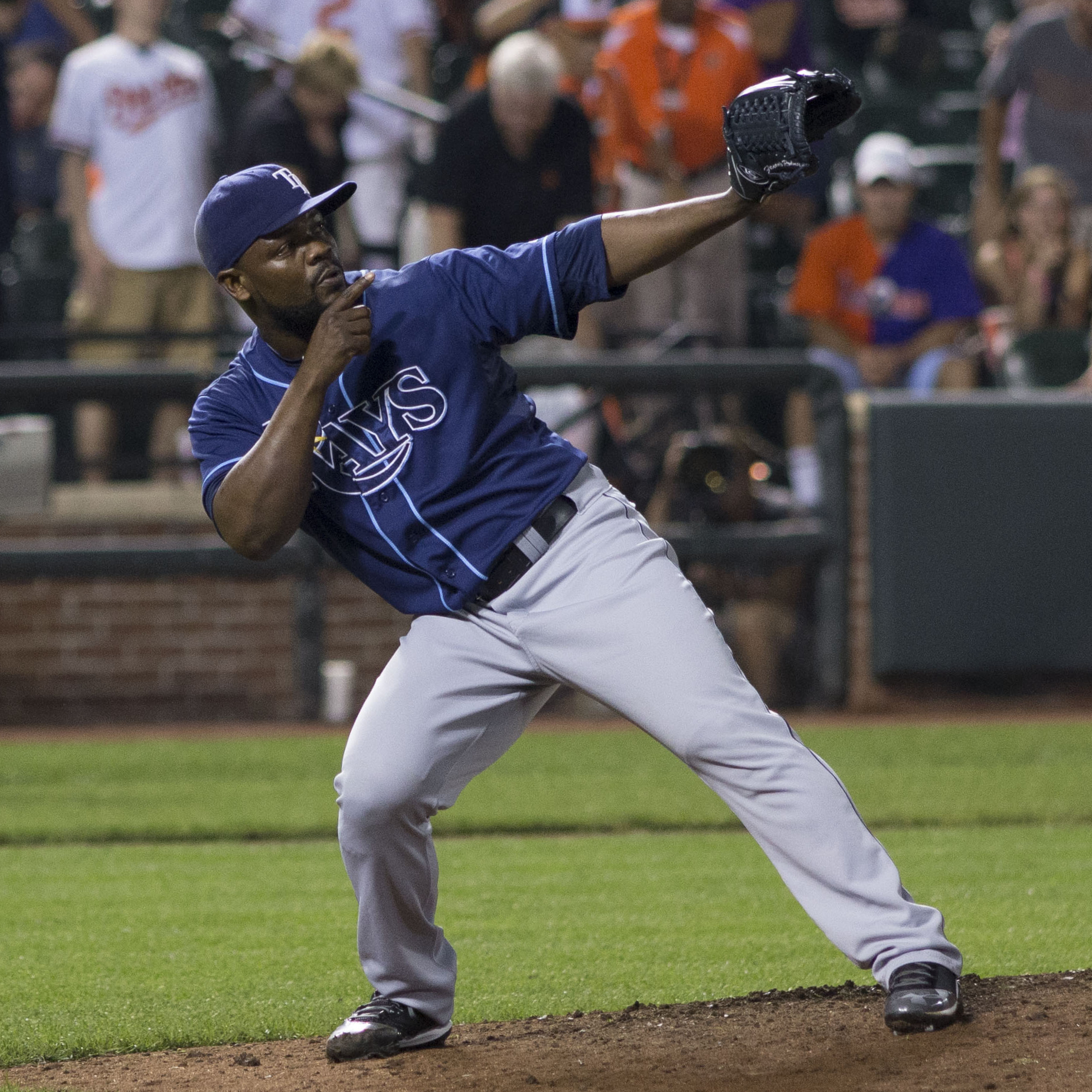
弓を引くポーズ

平均球速153km/h、最速160.9km/hの速球（フォーシーム、ツーシーム）と、平均球速132km/hのチェンジアップを持ち球とする。かつてはフォーシームを基本球種としていたが、2014年以降はツーシームを基本球種とし、チェンジアップと合わせて投球全体の約90%以上を占める。また、2012年まではスライダーも投げていた。チェンジアップの精度は高く、コントロール・空振り率ともに良い。その反面、ツーシームはコントロール・空振り率ともに悪く、速球系でありながらストライク率が60%を下回ることもある。
クローザーとして試合終了を決めると、勝利のポーズとして天に弓を引くようなポーズを披露する。

## 詳細情報

### 年度別投手成績
| 年 度     | 球 団     | 登 板 | 先 発 | 完 投 | 完 封 | 無 四 球 | 勝 利 | 敗 戦 | セ 丨 ブ | ホ 丨 ル ド | 勝 率 | 打 者 | 投 球 回 | 被 安 打 | 被 本 塁 打 | 与 四 球 | 敬 遠 | 与 死 球 | 奪 三 振 | 暴 投 | ボ 丨 ク | 失 点 | 自 責 点 | 防 御 率 | W H I P |
| --------- | --------- | ----- | ----- | ----- | ----- | -------- | ----- | ----- | -------- | ----------- | ----- | ----- | -------- | -------- | ----------- | -------- | ----- | -------- | -------- | ----- | -------- | ----- | -------- | -------- | ------- |
| 2002      | DET       | 20    | 0     | 0     | 0     | 0        | 1     | 3     | 0        | 0           | .250  | 89    | 18.0     | 25       | 2           | 10       | 2     | 0        | 10       | 0     | 1        | 15    | 12       | 6.00     | 1.94    |
| 2003      | DET       | 27    | 0     | 0     | 0     | 0        | 1     | 3     | 3        | 3           | .250  | 143   | 29.2     | 35       | 2           | 17       | 1     | 1        | 33       | 0     | 0        | 20    | 20       | 6.07     | 1.75    |
| 2005      | DET       | 39    | 0     | 0     | 0     | 0        | 2     | 3     | 9        | 3           | .400  | 185   | 44.0     | 39       | 5           | 17       | 3     | 2        | 42       | 2     | 0        | 14    | 14       | 2.86     | 1.27    |
| 2006      | DET       | 63    | 0     | 0     | 0     | 0        | 7     | 4     | 7        | 18          | .636  | 304   | 71.2     | 51       | 6           | 34       | 4     | 8        | 65       | 3     | 0        | 36    | 28       | 3.52     | 1.19    |
| 2007      | DET       | 48    | 0     | 0     | 0     | 0        | 2     | 6     | 1        | 12          | .250  | 223   | 50.2     | 46       | 5           | 21       | 0     | 3        | 54       | 4     | 0        | 27    | 24       | 4.26     | 1.32    |
| 2008      | DET       | 38    | 0     | 0     | 0     | 0        | 0     | 6     | 13       | 5           | .000  | 188   | 40.1     | 34       | 3           | 30       | 5     | 3        | 49       | 3     | 0        | 22    | 22       | 4.91     | 1.59    |
| 2009      | DET       | 73    | 0     | 0     | 0     | 0        | 2     | 5     | 37       | 0           | .286  | 330   | 75.2     | 70       | 8           | 41       | 4     | 2        | 61       | 5     | 0        | 38    | 37       | 4.40     | 1.47    |
| 2010      | LAA       | 72    | 0     | 0     | 0     | 0        | 4     | 3     | 14       | 21          | .571  | 308   | 68.0     | 70       | 4           | 35       | 1     | 5        | 53       | 4     | 0        | 33    | 32       | 4.24     | 1.54    |
| 2011      | LAA       | 39    | 0     | 0     | 0     | 0        | 3     | 5     | 3        | 10          | .375  | 150   | 32.0     | 26       | 1           | 28       | 0     | 3        | 26       | 2     | 0        | 18    | 16       | 4.50     | 1.69    |
| 2012      | TB        | 76    | 0     | 0     | 0     | 0        | 2     | 2     | 48       | 0           | .500  | 282   | 74.2     | 43       | 2           | 15       | 1     | 3        | 76       | 4     | 0        | 9     | 5        | 0.60     | 0.78    |
| 2013      | TB        | 68    | 0     | 0     | 0     | 0        | 5     | 4     | 37       | 0           | .556  | 290   | 66.2     | 53       | 3           | 36       | 3     | 1        | 82       | 4     | 1        | 27    | 25       | 3.38     | 1.34    |
| 2014      | SEA       | 69    | 0     | 0     | 0     | 0        | 1     | 6     | 48       | 0           | .143  | 286   | 66.1     | 61       | 3           | 28       | 3     | 3        | 78       | 4     | 1        | 24    | 21       | 2.85     | 1.34    |
| 2015      | SEA       | 54    | 0     | 0     | 0     | 0        | 5     | 5     | 16       | 7           | .500  | 227   | 50.2     | 51       | 8           | 25       | 3     | 5        | 43       | 5     | 0        | 32    | 32       | 5.68     | 1.50    |
| 2015      | CHC       | 14    | 0     | 0     | 0     | 0        | 2     | 0     | 0        | 2           | .1000 | 50    | 12.0     | 8        | 1           | 4        | 0     | 3        | 15       | 1     | 0        | 4     | 1        | 0.75     | 1.00    |
| '15計     | CHC       | 68    | 0     | 0     | 0     | 0        | 7     | 5     | 16       | 9           | .583  | 277   | 62.2     | 59       | 9           | 29       | 3     | 8        | 58       | 6     | 0        | 36    | 33       | 4.74     | 1.40    |
| 2016      | SD        | 28    | 0     | 0     | 0     | 0        | 0     | 1     | 17       | 0           | .000  | 109   | 28.2     | 13       | 0           | 12       | 0     | 2        | 33       | 1     | 1        | 2     | 1        | 0.31     | 0.87    |
| 2016      | MIA       | 39    | 0     | 0     | 0     | 0        | 2     | 3     | 8        | 8           | .400  | 174   | 36.2     | 41       | 5           | 25       | 3     | 3        | 41       | 4     | 0        | 25    | 24       | 5.89     | 1.80    |
| '16計     | MIA       | 67    | 0     | 0     | 0     | 0        | 2     | 4     | 25       | 8           | .333  | 283   | 65.1     | 54       | 5           | 37       | 3     | 5        | 74       | 5     | 1        | 27    | 25       | 3.44     | 1.39    |
| 2017      | ARI       | 61    | 0     | 0     | 0     | 0        | 5     | 4     | 39       | 0           | .556  | 231   | 55.1     | 40       | 3           | 26       | 3     | 2        | 65       | 7     | 0        | 29    | 26       | 4.23     | 1.19    |
| 2018      | MIN       | 46    | 0     | 0     | 0     | 0        | 3     | 2     | 25       | 0           | .600  | 192   | 43.2     | 42       | 3           | 19       | 1     | 2        | 50       | 2     | 0        | 18    | 15       | 3.09     | 1.40    |
| 2018      | OAK       | 22    | 0     | 0     | 0     | 0        | 1     | 1     | 0        | 7           | .500  | 108   | 20.2     | 20       | 2           | 13       | 0     | 1        | 20       | 4     | 0        | 9     | 9        | 3.92     | 1.59    |
| '18計     | OAK       | 68    | 0     | 0     | 0     | 0        | 4     | 3     | 25       | 7           | .571  | 285   | 64.1     | 62       | 7           | 32       | 1     | 3        | 70       | 6     | 0        | 27    | 24       | 3.36     | 1.46    |
| 2019      | OAK       | 17    | 0     | 0     | 0     | 0        | 0     | 2     | 0        | 0           | .000  | 70    | 14.1     | 20       | 2           | 12       | 0     | 0        | 14       | 2     | 0        | 15    | 15       | 9.42     | 2.23    |
| 2019      | WSH       | 38    | 0     | 0     | 0     | 0        | 0     | 3     | 2        | 17          | .000  | 140   | 33.1     | 29       | 3           | 16       | 1     | 0        | 35       | 4     | 0        | 16    | 15       | 4.05     | 1.35    |
| '19計     | WSH       | 55    | 0     | 0     | 0     | 0        | 0     | 5     | 2        | 17          | .000  | 210   | 47.2     | 49       | 5           | 28       | 1     | 0        | 49       | 6     | 0        | 31    | 30       | 5.66     | 1.62    |
| MLB：17年 | MLB：17年 | 951   | 0     | 0     | 0     | 0        | 48    | 71    | 327      | 113         | .403  | 4064  | 933.0    | 817      | 73          | 464      | 38    | 52       | 943      | 65    | 3        | 433   | 394      | 3.80     | 1.37    |

- 2020年度シーズン終了時
- 各年度の太字はリーグ最高

### タイトル
- 最多セーブ投手：1回（2014年）

### 表彰
- 最優秀救援投手賞：1回（2012年）
- カムバック賞：1回（2012年）

### 記録
- MLBオールスターゲーム選出：3回（2012年、2014年、2016年）

### 背番号
- 56（2002年 - 2003年、2005年 - 2015年途中、2016年 - 2019年）
- 57（2015年途中 - 同年終了）

### 代表歴
- 2006 ワールド・ベースボール・クラシック・ドミニカ共和国代表
- 2013 ワールド・ベースボール・クラシック・ドミニカ共和国代表
- 2017 ワールド・ベースボール・クラシック・ドミニカ共和国代表